# مرغ بهشتی جنگلی دم‌کوتاه
مرغ بهشتی جنگلی دم‌کوتاه (نام علمی: Paradigalla brevicauda) نام یک گونه از سرده مرغ بهشتی جنگلی است.